# HD 219134 c
HD 219134 b è un pianeta extrasolare situato a circa 21 anni luce dalla Terra orbitante intorno alla stella HD 219134. Considerando che con un raggio del 42% superiore al raggio terrestre possiede una massa oltre quattro volte superiore, si tratta probabilmente di una super Terra con la superficie rocciosa.